# Angeghakot
Angeghakot là một đô thị thuộc tỉnh Syunik, Armenia. Dân số ước tính năm 2011 là 2036 người.